# Mehrdecksiebmaschine

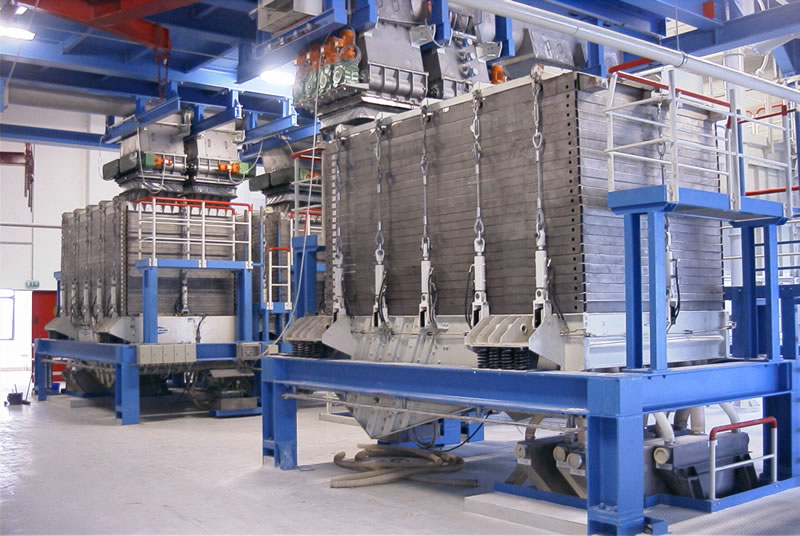
Mehrdecksiebmaschine

Mehrdecksiebmaschinen (MDS) gehören zu der Gruppe der Plansiebmaschinen. Sie sind konzipiert für eine Vielzahl scharfer Trennungen im Mittel- bis Feinstkornbereich. Sie arbeitet nach dem Mikrowurfprinzip. Typische Anwendungen befinden sich in der Schleifmittelherstellung, der Zuckerindustrie sowie bei der Düngemittelherstellung, insbesondere in der Absiebung von Urea (Harnstoff).
Das Antriebsprinzip beruht auf zwei gegenläufig arbeitenden Unwuchtmotoren, die eine lineare Schwingung erzeugen. Das Siebgut bewegt sich geradlinig über die horizontale Trennfläche. Dabei arbeitet die Maschine mit geringer Schwingbeschleunigung und dadurch mit sehr geringem Verschleiß, sowohl an Siebgeweben als auch an Maschinenbaugruppen.
Durch ein Baukastensystem können bis zu 23 Siebdecks zu einem Siebstapel zusammengestellt werden, so dass Maschinen mit maximal 112 m² Gesamtsiebfläche und bis zu 24 verschiedenen Fraktionen möglich sind, ggf. in Parallelanordnung. Somit können im Bedarfsfall unterschiedliche Körnungen in einer einzigen Maschine hergestellt werden, ohne dass Siebbeläge gewechselt werden müssen. Durch mehrfache Wiederholung gleicher Siebdeckfolgen (technologische Einheiten) kann dem Siebgut viel Siebfläche angeboten werden. Zusätzliche Entlastungsdecks ermöglichen eine optimale Anpassung der Maschine an die Aufgabenstellung.